# The Butter and Egg Man (film)

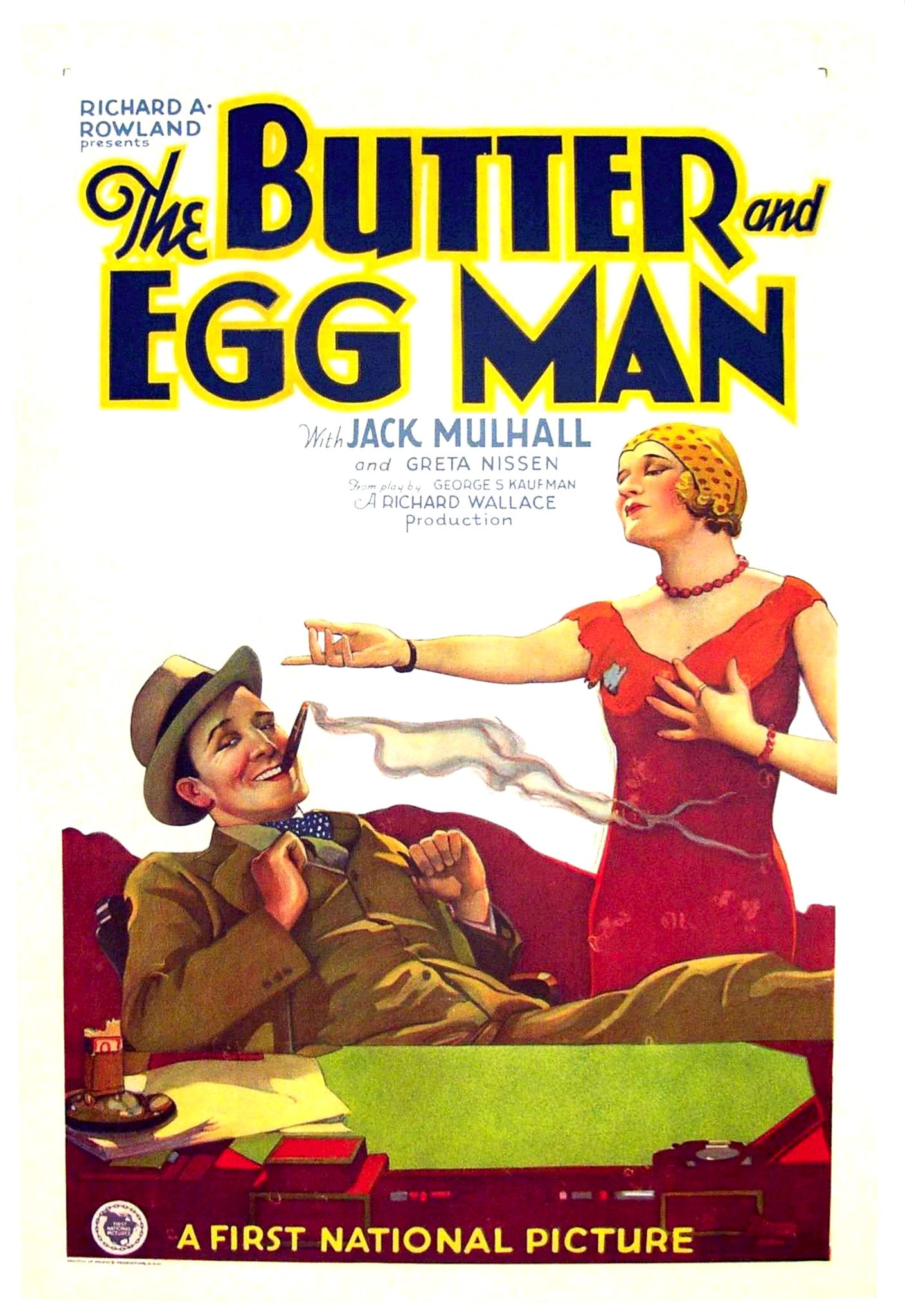
Affiche du film

The Butter and Egg Man est un film américain réalisé par Richard Wallace et sorti en 1928. C'est une adaptation d'une pièce de théâtre de George S. Kaufman de 1925.

## Fiche technique
- Titre : The Butter and Egg Man
- Réalisation : Richard Wallace
- Scénario : Adelaide Heilbron, Jack Jarmuth, Gene Towne d'après la pièce The Butter and Egg Man de George S. Kaufman
- Photographie : George J. Folsey
- Montage : LeRoy Stone
- Production : First National Pictures
- Genre : Comédie
- Distributeur : First National Pictures
- Durée : 70 minutes (7 bobines)[1]
- Date de sortie : 23 septembre 1928

## Distribution
- Jack Mulhall : Peter Jones
- Greta Nissen : Mary Martin
- Sam Hardy : Joe Lehman
- William Demarest : Jack McLure
- Gertrude Astor : Fanny Lehman